# Флоридский атлантический университет
Флоридский атлантический университет (англ. Florida Atlantic University, также часто называется FAU или Florida Atlantic) — американский общественный университет, расположенный в городе Бока-Ратон, штат Флорида, с пятью кампусами, расположенными в городах Флориды Данья-Бич, Дейви, Форт-Лодердейл, Джупитер и в Форт-Пирсе в Океанографическом институте Харбор-Бранч. Университет входит в 12-кампусную систему университетов штата Флорида и обслуживает Южную Флориду, которая имеет население более трёх миллионов человек и охватывает более 100 миль (160 км) береговой линии. Флоридский Атлантический университет классифицируется Фондом Карнеги в качестве исследовательского университета с высоким уровнем научно-исследовательской деятельности.

## История
Университет был открыт в 1964 году в качестве первого государственного университета в юго-восточной Флориде и был первым университетом в США, предлагавшим студентам только программы уровня старших курсов обучения и послевузовского образования. Хотя изначально в нём обучалось только 867 студентов, их число увеличилось в 1984 году, когда университет принял своих первых студентов на младшие курсы бакалавриата. По состоянию на 2012 год, число студентов выросло до более чем 30000, представляющих 140 стран, все 50 штатов США и Округ Колумбия. С момента своего создания Флоридский атлантический университет присвоил более 110 тысяч степеней почти 105 тысячам выпускников из большинства стран мира.
В последние годы Флоридский атлантический университет предпринимает усилия для укрепления своих академических и исследовательских позиций в рейтингах университетов, в то же время развиваясь в значительной степени как «традиционный» университет. Для университета характерны высокие требования к абитуриентам, постоянно растущее финансирование научных исследований, строительство новых объектов и установление прочных партнёрских отношений с основными научно-исследовательскими учреждениями страны. Среди предпринимаемых им усилий по развитию — не только увеличение академического авторитета университета, но и повышение рейтинга его команды по американскому футболу в 1-м дивизионе NCAA, создание в одном из кампусов своего стадиона, увеличение жилых помещений в кампусах, а также создание собственного медицинского колледжа в 2010 году.

## Деятельность
Университет предлагает более 180 студенческих и послевузовских курсов в своих 10 колледжах, в дополнение к его собственному Колледжу медицины, где можно получить соответствующую степень. Преподаваемые курсы варьируются от искусствоведения и гуманитарных наук до естественных наук, медицины, сестринского дела, бухгалтерского учёта, делового администрирования, педагогики, государственного управления, социальной работы, архитектуры, инженерии, информатики и многих других направлений.